# 1178 до н. е.

## Події

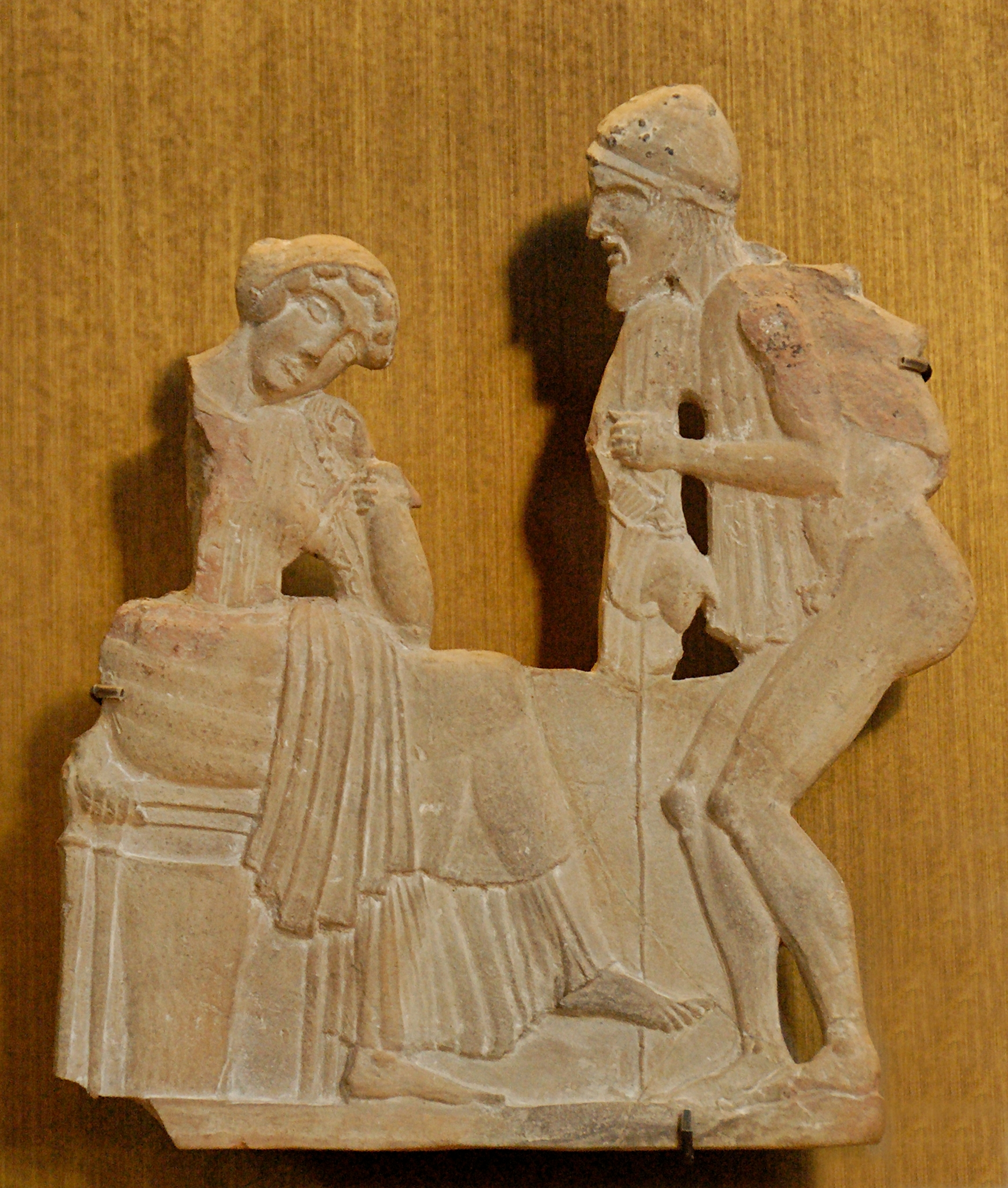
Одіссей під виглядом жебрака-мандрівника постає перед Пенелопою. Теракотовий барельєф з Мілосу, близько 450 до н. е. Лувр

- Індоєвропейські племена мушки завдають удару по Хаттусі. Кінець правління хетського царя Суппілуліуми II.
- 16 квітня — повне сонячне затемнення[1]. В цей же день за підрахунками вчених Одіссей повернувся на Ітаку після 20-річного походу з Троянської війни[2][3]. Він за допомогою сина Телемаха вбиває женихів, що сватались до Пенелопи, претендуючи на його царство, і повертає собі трон.
- 10 жовтня — кільцеподібне сонячне затемнення[4].